# (4852) Pamjones
(4852) Pamjones est un astéroïde de la ceinture principale.

## Description
(4852) Pamjones est un astéroïde de la ceinture principale. Il fut découvert le 15 mai 1977 à Naoutchnyï par Nikolaï Tchernykh. Il présente une orbite caractérisée par un demi-grand axe de 2,30 UA, une excentricité de 0,10 et une inclinaison de 6,8° par rapport à l'écliptique.

## Compléments